# Touroul
Touroul est une série télévisée québécoise en vingt épisodes de 13 minutes diffusée du 4 au 29 mars 1991 à la Télévision de Radio-Canada.

## Synopsis
Il s'agissait des aventures de petits êtres dont la taille et la physionomie les rapproche des Emprunteurs de Mary Norton. Ceux-ci vivaient et se déplaçaient dans un autobus miniature conduit par la surnommée "Grand-mère"…

## Distribution
- Pascale Bussières : Lilo
- Paul Cagelet : Caramou
- David La Haye : Bétonsec
- Reynald Robinson : Quartz
- Linda Roy : Boréale
- Anouk Simard : Grand-Mère
- Mirella Tomassini : Angora
- Normand Carrière : Exalto
- Martine Faucher : Touroul
- Roger La Rue

## Fiche technique
- Scénarisation : Marthe Pelletier et Maryse Pelletier
- Réalisation : Monique Brossard, Franck Duval, Albert Girard, Michel Lavoie
- Société de production : Société Radio-Canada